# Consumer Electronics Show
International CES або International Consumer Electronics Show (укр. Міжнародна Виставка Побутової Електроніки)  — велика торговельна виставка побутової електроніки, яка проводиться щороку у січні у Лас-Вегасі, штат Невада, США. Ця виставка організовується та фінансується торговою організацією Consumer Electronics Association.

## Історія
Перша виставка CES відбулась у червні 1967 року у Нью-Йорку. Участь у ній взяли 200 учасників і 17 500 відвідувачів. З 1978 по 1994 рік виставка проводилась двічі щороку: у січні, Лас-Вегас, штат Невада відома як Зимова Виставка Побутової Електроніки (англ. Winter Consumer Electronics Show (WCES)) та у червні, Чикаго, Іллінойс відома як Літня Виставка Побутової Електроніки (англ. Summer Consumer Electronics Show (SCES)).
Починаючи з 1998 року виставка проводиться щороку один раз у січні, місце проведення  — Лас-Вегас.
| Рік  | Дата проведення | Учасники | Відвідувачі | Виставкова площа (фут²) | Джерело     |
| ---- | --------------- | -------- | ----------- | ----------------------- | ----------- |
| 2011 | 6 — 9 січня     | 2,700    | 140,000     | 1,6 млн                 | [ 4 ] [ 5 ] |
| 2012 | 8 — 13 січня    | 3,100    | 153,000     | 1,861 млн               | [ 6 ]       |
| 2013 | 8 — 11 січня    | 3,250+   | 150,000+    | 1,92 млн                | [ 7 ]       |
| 2014 | 7 — 10 січня    | 3,200+   | 150,000+    | 2 млн                   | [ 8 ]       |
| 2015 | 6 — 9 січня     | 3600     | 170,000     | 2,2 млн                 | [ 9 ]       |
| 2016 | 6 — 9 січня     | 3600     |             | 2,4 млн                 | [ 10 ]      |

## Новинки, що були представлені на виставці

### 2013
- 8 січня компанія Panasonic представила 20-дюймовий планшет із розширенням екрану 4096х3112 під управлінням Windows 8[11][12].
- 9 січня компанія HiSense представила 110-дюймовий телевізор XT900 із розширенням UHD (англ. Ultra High-Definition)[13]
- 9 січня компанія Samsung представила Samsung Series 7 Chronos — ноутбук із 10-дюймовим сенсорним екраном[14].
- 10 січня компанія Samsung вперше представила Exynos 5 Octa — перший у світі 8-ядерний ARM процесор[15].

#### Відео
- ТехноПарк: CES 2013: 4K телевізори, OLED і мікрокомп'ютер [Архівовано 6 жовтня 2014 у Wayback Machine.] на ТехноПарку. — Процитовано 23 січня 2013

### 2014[16][17]
- 7 січня компанія Intel представила Edison — комп'ютер у форм-факторі карти пам'яті SD[18]
- 8 січня було представлено FLIR One — чохол з тепловою камерою для iPhone 5/5S[19]
- 9 січня компанія ASUS представила ZenFone — лінійка смартфонів, що працюють на базі процесорів Intel Atom[20]
- 10 січня компанія ZTE представила ZTE Eco-Mobius — прототип модульного смартфона[21]